# Liberté Hebdo
Liberté Hebdo est un hebdomadaire régional français historique des Hauts-de-France, basé à Lille. 
Paraissant initialement dans le département du Nord, le titre fusionne en 2012 avec Liberté 62 et couvre l'actualité de l'ensemble des Hauts-de-France à partir du regroupement des régions Nord-Pas-de-Calais  et Picardie en 2014. 
Ayant accumulé des dettes importantes aux fils d'années difficiles et se relevant difficilement de la pandémie de Covid-19, Liberté Hebdo dépose le bilan en juillet 2023.

## Historique

### L'ancêtre,L'Enchaîné du Nord et du Pas-de-Calais
Ce titre a pour prédécesseur historique le quotidien régional communiste Liberté (1944-1992), lui-même ayant pour ancêtre un autre quotidien régional, L'Enchaîné du Nord et du Pas-de-Calais créé dans les années 1920, d'abord imprimé par le journal d’inspiration socialiste Le Réveil du Nord, avant d'avoir sa propre imprimerie, puis de s'interrompre et de reparaître de manière très temporaire au début de la Seconde Guerre mondiale. De juillet à octobre 1940, les articles de L’Enchaîné ne comportent « pas un mot sur les Allemands, selon les historiens Étienne Dejonghe et Yves Le Maner.

### Le quotidien communisteLiberté, de 1944 à 1992

#### Les journalistes issus de la Résistance
Le quotidien communiste Liberté naît un an avant la Libération et a jusqu’à dix-huit éditions locales dans les années 1960. Le premier rédacteur en chef est l'écrivain et député communiste André Pierrard, leader de la résistance en Thiérache puis chargé d'implanter le PCF sur le littoral dunkerquois en pleine reconstruction.
À la Libération de la France, dans la région des Hauts-de-France, les Résistants sont portés par l'énorme prestige de la grève des dix mille mineurs du Nord et du Pas-de-Calais contre l'occupant, qui démarre en mai 1941, avant l'attaque de l'URSS par l'Allemagne, suivie de centaines de sabotages gênant l'occupation allemande, menés par des personnalités ouvrières locales comme Charles Debarge, Julien Hapiot et Auguste Lecœur.
Liberté fait partie des journaux fondateurs de l'Union française de l'information, agence de presse qui regroupe près d'une centaine de journaux locaux résistants, et partage avec La Voix du Nord et Nord Libre l’ancien immeuble du quotidien Le Grand Écho, interdit pour cause de parution sous l’occupation, dont il occupe le premier étage. Les rédacteurs résistants et communistes de Liberté et de Nord Libre sont formés en 1945 par Pierre Delon, ancien secrétaire général de L’Humanité, où travaille aussi André Pierrard. « Assez coupé de cheveux, il faut couper des têtes », titre en « une » le nouveau quotidien, choqué et ulcéré par les « résistants » de la dernière heure, qui promènent au milieu de la foule les femmes tondues.
La période de la Libération est marquée dans la région par les procès pour collaboration avec l'Allemagne de plusieurs patrons de presse. Conformément aux dispositions voulues et décidées par le gouvernement provisoire de 1944, la presse ayant collaboré est transmise aux groupes résistants. Cela se traduit par six nouveaux quotidiens dans la région et des procès contre les anciens. Le directeur du Journal de Roubaix est condamné par la justice en 1946 à deux ans de prison et son éditorialiste à cinq ans de prison. Charles Tardieu, nommé au Grand Écho par l’Allemagne, est condamné aux travaux forcés à perpétuité et à l’indignité nationale et après ce verdict, André Pierrard appelle « à ne pas passer l'éponge », le journal réclamant une Cour martiale dès l’arrestation de Tardieu, le 27 septembre.
Dès le lendemain de la Libération, Liberté souligne que « le peuple attend que les pouvoirs publics fassent preuve d’énergie dans la lutte contre les traîtres » et maintient la pression pour obtenir l'épuration de l'administration et des entreprises, mais surtout des organes de presse qui ont accompagné les nazis dans la traque des résistants. Ses concurrents nouveaux, La Voix du Nord et Nord Éclair sont de leur côté sur la réserve concernant les dirigeants et rédacteurs des journaux interdits en 1945 pour collaboration avec les nazis, auxquels ils succèdent, Grand Écho du Nord, proche des milieux industriels régionaux, et dont le patron était une personnalité régionale d’importance avant 1939, mais aussi le Journal de Roubaix. Nord Matin (socialiste) et Liberté réclament au contraire une « justice impitoyable » et parlent des « Nazis du Grand Écho » ou de « Kollaborateurs du Journal de Roubaix ». En septembre 1945, le quotidien communiste estime que la direction de Nord Éclair est en fait dominée par d’anciens adjoints, sous l'Occupation, du directeur du Journal de Roubaix, en s'appuyant comme Nord Matin sur deux lettres de l'actionnaire révélant que la nouvelle formule apparue à la Libération avait été préparée, moins d'un an et demi plus tôt, par une équipe recrutée par lui-même, à partir de novembre 1943.

#### Les grandes grèves de 1947 et 1948 dans la région
Liberté est très attentif à l'actualité sociale des grèves de 1947 et 1947 dans la région, qui démarrent quand les salaires ne sont pas relevés malgré les efforts de la Bataille du charbon, idéalisée comme le combat des « gueules noires », nouveaux héros de la reconstruction et de ses besoins en énergie, car le  Nord-Pas-de-Calais ne produisait plus que 18 millions de tonnes de charbon en 1944, contre 28,2 millions en 1938, avant de retrouver ce niveau dès l'été 1946, puis de le dépasser rapidement.
Ces grèves sont massives en novembre-décembre 1947 puis se poursuivent par les Grève des mineurs de 1948, couvertes par les reportages sur le terrain de l'ancien résistant Jacques Estager, qui avait épousé en août 1941 à Douai, Hélène Hoffmann, une fille de mineur polonais, puis participé à la rédaction et à la diffusion du journal La Pensée française dans le Nord et le Pas-de-Calais, avec Roger Pannequin, André Pierrard et Ali Landréa avant de devenir  le rédacteur en chef du Nord Libre, journal du Front national, mouvement communiste de résistance. Envoyé à Paris en juin 1947, Jacques Estager revient peu après dans la région.

#### Résistance à la police lors de la guerre d'Indochine
Aux côtés d'André Pierrard, on retrouve Jacques Estager, rédacteur en chef du Nord Libre journal du mouvement de résistance Front national en septembre 1944. En juin 1947, le Parti communiste français (PCF) le fait venir à L'Humanité à la rubrique « informations » tout en restant rédacteur en chef-adjoint à Liberté, dont il assure la protection en empoignant une lance à incendie pour repousser les policiers assaillant le premier étage pour tenter de récupérer les photos ayant servi à confectionner une affiche contre les horreurs de la Guerre d’Indochine et continuant à se battre avec les salariés du journal leur résistant.
Aux législatives de 1951, le PCF perd une partie des députés obtenus en novembre 1946, en raison des biais délibérément créés par la loi des apparentements.

#### La crise globale de la presse communiste en 1949-1952
Le journal est abonné aux dépêches de l'Union française de l'information, une agence de presse proche du PCF, dans une période de baisse globale du tirage des quotidiens communistes régionaux, au moment après les purges staliniennes de 1949 et ses conséquences sur la couverture de l'UFI, y compris sportive. Il est de plus pénalisé en 1951-1953 par l'éviction de l'ancien leader des maquis du Limousin Georges Guingouin et perd un dixième de son tirage en en peu plus d'un an[réf. nécessaire].
| Année  | Juin 1951 | Août 1952 | Septembre 1952 |
| Tirage | 41.000    | 38.400    | 37.000         |

#### Le journal attaqué par les partisans de l'Algérie française
Liberté couvre la Guerre d'Algérie, les « événements d'Algérie» selon la terminologie de l'époque imposée par le gouvernement, avec courage, bravant la censure. Son directeur André Pierrard est sensibilisé à cette cause dès le début de la guerre. Jacques Estager, qui est l'auteur de plusieurs témoignages et ouvrages sur la Résistance et la Seconde Guerre mondiale et milite au syndicat SNJ-CGT des journalistes devient directeur en 1955, réussissant à se faire respecter, à une époque difficile, où les tensions à la direction parisienne du PCF sont très fortes entre les anciens résistants et l'entourage de Maurice Thorez se sont avivées depuis 1951 par les questions d'histoire de la Résistance, y compris et surtout celle touchant la région, puis à partir de 1953 de déstalinisation.
L'OAS, qui apparaît en 1960, à la fin de la Guerre d'Algérie tente sans succès d'intimider le journal par des tracts très menaçants puis une bombe posée contre la porte d’entrée. Le 13 février 1962 au soir, plusieurs milliers de numéros sont imprimés et diffusés à temps pour annoncer à la une les neuf morts du massacre du métro Charonne, avant que la police n'envahisse l'imprimerie.

#### Le déménagement à Fives, puis l'arrivée de Gustave Ansart
C'est au milieur de ce conflit de décolonisation que le journal décide son déménagement en 1956 pour le 113 de la rue de Lannoy à Lille, dans le quartier ouvrier de Fives. Liberté est alors affecté par la crise de la presse communiste, qui prend forme à Toulouse, avec Le Patriote du Sud-ouest, en faillite dès 1955, pénalisé par un ton particulièrement virulent depuis au moins 1952, puis s'aggrave au milieu des années 1950.
Par la suite, de 1959 à 1982, le directeur de Liberté est Gustave Ansart, député communiste de la métropole lilloise. Battu aux élections de 1958, 1962 et 1967, il retrouve un siège dans le Valenciennois en 1973, en devenant député de Denain.

#### Le dépôt de bilan de 1992
Le quotidien doit déposer le bilan en 1992, pendant la longue crise économique qui suit la réunification allemande, de 1990 à 1993, lorsque les taux d'intérêt en France sont à deux chiffres. À la fin de cette même année 1992, après trois mois sans presse communiste dans le Nord, l'hebdo est créé, d'abord à Lens avec L’Hebdomadaire 62, qui devient Liberté 62, et quelques semaines plus tard avec Liberté Hebdo. En 2004, une campagne de soutien donne naissance à l’association Les Amis et lecteurs de Liberté Hebdo, forte d'environ 400 membres et deux ans plus tard, Liberté fête ses 60 ans avec un album de photos et de textes de 66 pages, nourri par l'enquête de Jean-Louis Bouzin, rédacteur en chef de Liberté Hebdo.

### Une période de difficultés
En 2013, faute de lecteurs (5 900 ventes ), le journal connaît des difficultés financières importantes (200 000 euros de pertes en 2013). En janvier 2014, quatre licenciements et un départ volontaire marquent le début d'année. Le journal engage une longue bataille pour continuer à paraître. Au mois d'avril 2014, le journal fait son  retour sur internet, via le blog www.libertehebdo.fr
L’hebdomadaire est placé en redressement judiciaire le 4 août 2014 par le tribunal de commerce de Lille, assorti d'une période d'observation de six mois. Celle-ci est prolongée le 4 février 2015. En mars, il est procédé au licenciement de trois journalistes, dont le rédacteur en chef. Le tribunal de commerce reconnaît que tous les efforts ont été accomplis pour permettre de stabiliser le bilan de la société, mais refuse d'imaginer que le journal puisse surmonter son endettement. Il accepte cependant d'examiner le projet de reprise du titre. Le 22 juillet 2015, le tribunal valide la cession du titre Liberté Hebdo à la Société nouvelle Liberté éditions (SNLE), après liquidation judiciaire de la société éditrice Société d’édition, de presse et de communication du Nord (SEPECN)[réf. nécessaire].

## Liberté-Hebdoaujourd'hui
Le journal fonctionne avec trois salariés permanents, des correspondants et une équipe de journalistes pigistes en cours d'évolution. Liberté-Hebdo s'appuie aussi sur le réseau militant qu'il développe. Les travaux de PAO sont externalisés.
Société par actions simplifiée, la SNLE est présidée à sa création par Fabien Roussel, secrétaire de la fédération du Nord du Parti communiste français et, à l'époque, principal actionnaire à titre personnel.
Dans une lettre à ses lecteurs, le journal les appelle à devenir actionnaires de la SAS en souscrivant à des actions d’un montant unitaire de 100 euros. L'opération reçoit le soutien de lecteurs fidèles et militants. En 2016, l'hebdomadaire renoue avec des résultats positifs et déploie un nouveau projet d'entreprise visant au développement du titre sur l'ensemble de la nouvelle région Hauts-de-France. Jean-Rémy Vandevoorde prend la présidence de la société au début de l'année 2017. Devenu secrétaire national du PCF, Fabien Roussel ne détient plus d'actions de la SNLE.

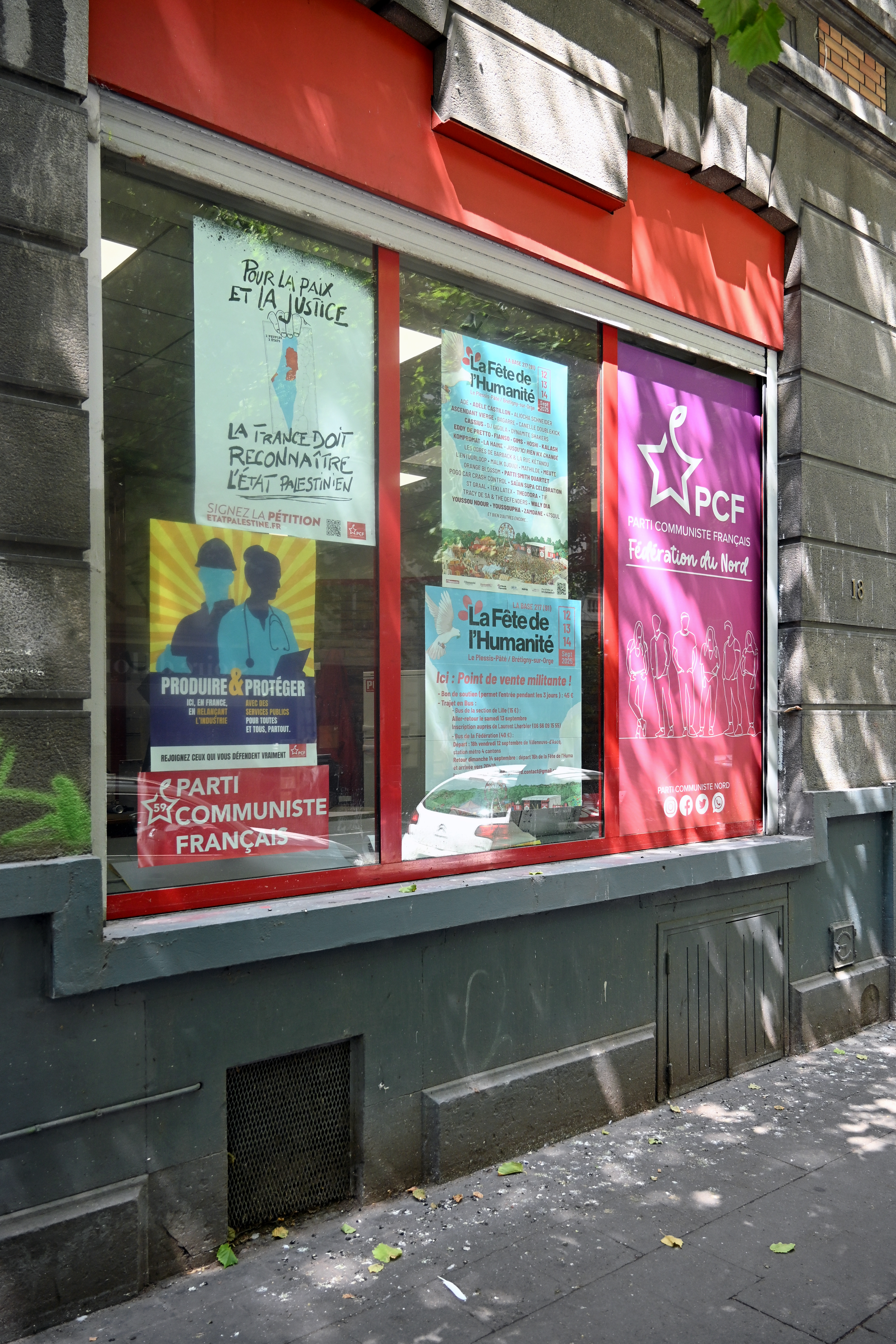
Le secrétariat du PCF du Nord, au 18 rue d'Inkermann, où se trouvait la rédaction.

En 2018, une nouvelle formule du journal est préparé avec le soutien actif de Jean-Louis Bouzin, ancien rédacteur-en-chef du journal. La nouvelle maquette est présentée à la presse en avril 2018. Un ancien journaliste est recruté comme secrétaire de rédaction. La préparation d'un nouveau site internet est lancée. Avec pour objectif une nouvelle visibilité sur le net pour gagner un nouveau lectorat, plus jeune, plus mobile. Le journal déménage en juin 2018 pour intégrer des bureaux plus modestes au centre de Lille au 18, rue d'Inkermann. La décision est prise de relancer l'Association des lecteurs et amis de Liberté-Hebdo, présidée initialement par Paul K'ros. Celui-ci accepte de devenir président honoraire et passe le flambeau à Franck Marsal.
La présentation du site internet au public est faite en décembre 2018 lors de l'assemblée générale de l'association. La rédaction est renforcée par un journaliste web. En mars 2019, un nouveau rédacteur en chef est embauché. Liberté-Hebdo envisage une augmentation de pagination pour le second semestre de 2019 pour ouvrir de nouvelles rubriques et renforcer ses pages sociales et entreprises tout en laissant une large place à la culture et aux arts. Pour ses 75 ans, en septembre 2019, le journal publie un numéro spécial intitulé Comme un air de Liberté qui raconte l'histoire du journal communiste mais fait la part belle à l'avenir.
Le 23 juin 2023, l'hebdomadaire est déclaré en cessation de paiement avant de déposer le bilan du fait de dettes accumulées aux fils d'années difficiles  durant et après la pandémie de Covid-19.